# 微柔毛花椒
微柔毛花椒（学名：Zanthoxylum pilosulum）为芸香科花椒属下的一个种。

## 扩展阅读
維基物種上的相關：微柔毛花椒